# إي. أ. سيمز
إي. أ. سيمز (بالإنجليزية: E. A. Sims)‏ هو لاعب كرة قدم كندية أمريكي، ولد في 4 نوفمبر 1937 في أبيلين في الولايات المتحدة، وتوفي بنفس المكان في 5 أغسطس 2010.

## وصلات خارجية
- إي. أ. سيمز على موقع JustSportsStats.com (الإنجليزية)